# Marta Rodriguez
Marta Rodríguez (Bogotá, 1 de dezembro de 1933) é uma documentarista, produtora, diretora e escritora colombiana. Rodríguez esteve casada com Jorge Silva, que trabalhou como co-diretor em muitos de seus projetos. Entre seus filmes notáveis encontram-se Chircales (1972), Campesinos (1975) e Nuestra voz de tierra, memoria y futuro (1982). Suas obras dão ênfase às vidas e experiências da classe trabalhadora colombiana. Rodríguez é considerada uma pioneira da realização de documentários antropológicos na América Latina.

## Carreira
Rodríguez nasceu na cidade de Bogotá em 1933. Na década de 1950 viajou a Paris, se influenciando pelo movimento cinematográfico europeu da época, a Nouvelle vague. Ao regressar a seu país vinculou-se academicamente à Universidade Nacional, onde conheceu ao sacerdote Camilo Torres Restrepo, com quem realizou alguns trabalhos de campo. Mais tarde retornou a França, onde cursou estudos de etnología e produção cinematográfica.
Novamente na Colômbia, Rodríguez conheceu o cineasta Jorge Silva, com quem se casou. O casal trabalhou na realização de documentários durante aproximadamente quinze anos, até o falecimento de Silva, em 1987. Marta Rodríguez dirigiu aproximadamente 20 filmes e participou como produtora e roteirista em vários projetos. Seus filmes centram-se nas condições de vida da classe trabalhadora de menor nível socioeconômico da Colômbia, com ênfase nos povos indígenas e nativos.

## Obras notáveis

### Chircales
Chircales, de 1972, é um documentário sobre uma família de pedreiros de Bogotá, Colômbia. A obra destaca as experiências religiosas, sociais e políticas da família Castañeda para expor a exploração a que são submetidos aqueles de classe baixa e posição social similar. Rodríguez dirigiu-o junto a seu esposo e frequente colaborador, Jorge Silva. Chircales foi filmado durante um período de seis anos, entre 1966 e 1972.

### Campesinos
Campesinos é um documentário de 1975 que se centra no movimento dos agricultores indígenas colombianos nos primeiros anos da década de 1970. Rodríguez colaborou uma vez mais com Silva para codirigir este filme. Campesinos documenta as injustiças que sofrem os trabalhadores camponeses ao trabalhar nas fileiras de café devido a suas identidades culturais indígenas.

### Nuestra voz de tierra, memoria y futuro
Nuestra voz de tierra, memoria y futuro é um documentário de 1982 dirigido por Rodríguez e Silva. O casal centra-se na comunidade indígena de Coconuco na Colômbia em sua luta por manter sua cultura e sua terra frente à invasão da modernização. Esta cultura andina erosiona-se devido à pressão externa que obriga à erradicação simbólica e literal de um povo que tenta preservar suas formas de vida. Rodríguez destaca os mitos, lendas e tradições importantes para a cultura Coconuco, em risco de ser erradicados devido ao avanço da civilização moderna.

### Nacer de nuevo
Nacer de nuevo expressa a vontade de viver após qualquer situação de desastre, uma obra que valoriza a resiliência. Marta Rodríguez grava em 1986, um ano após  a explosão do vulcão colombiano, Nevado do Ruiz, acabasse com a vida de aproximadamente 25.000 pessoas e arrasasse as moradias de outros tantos. Rodríguez foca sua câmera sobre uma destas pessoas que perdeu sua moradia, María Eugenia, e um vizinho, Carlos, que vivem em lojas de campanha montadas pela Cruz Vermelha. Rodríguez revela a vontade de vida de María Eugenia, uma mulher a mais de setenta anos.

### Amor, mujeres y flores
Amor, mujeres y flores é um documentário de 1988 dirigido por Rodríguez e Silva. Este filme destaca as perigosas condições de trabalho das mulheres na indústria floral colombiana. Colômbia é um dos principais provedores internacionais de flores aos Estados Unidos, no entanto, os meios nos que trabalham milhares de mulheres colombianas são perigosos e arriscados para sua saúde. O filme enfatiza os efeitos prejudiciais da exposição aos pesticidas, revelando os efeitos secundários que geram na saúde das trabalhadoras.

### La sinfónica de los Andes
La sinfónica de los Andes é um documentário dirigido por Marta Rodríguez e estreado em 2020. Na obra, a documentarista relata a história de um grupo musical formado por jovens membros do povo Nasa, localizado na zona andina colombiana, no norte do departamento de Cauca, uma zona que historicamente se viu afetada pelo conflito armado interno de Colômbia. Rodríguez interessou-se nesta etnia em 2011, quando uma jovem indígena de onze anos morreu por causa de uma explosão gerada por um artefato instalado pela guerrilha.

## Filmografia destacada
A seguir apresentam-se as obras fílmicas nas que Rodríguez tem oficiado como directora, roteirista, produtora ou investigadora.
- 1972 - Chircales
- 1972 - Planas: testimonio de un etnocidio
- 1975 - Campesinos
- 1981 - La voz de los sobrevivientes
- 1982 - Nuestra voz de tierra, memoria y futuro
- 1987 - Nacer de nuevo
- 1988 - Amor, mujeres y flores
- 1992 - Memoria viva
- 1998 - Amapola, flor maldita
- 1999 - Los hijos del trueno
- 2001 - Nunca más
- 2002 - La hoja sagrada
- 2004 - Una casa sola se vence
- 2006 - Soraya: amor no es olvido
- 2009 - Testigos de un etnocidio
- 2020 - La sinfónica de los Andes

## Prêmios
Marta Rodriguez foi merecedora de incontáveis prêmios em festivais nacionais (colombianos) e internacionais, como uma das pioneiras do cinema documentário na Colômbia e na América Latina. 
- 1972 - Premiado no Festival de Cinema de Cartagena, pelo documentário “Planas, testimonio de un etnocidio”.
- 1973 - Chircales recebe prêmios nos festivais de Oberhausen (Alemanha), Festival Dok Leipzig (Alemanha), Gran Prix no Festival Internacional de Cinema de Tampere (Finlandia), Cartagena y México (1976)[3]
- 1982 - “Nuestra voz de tierra memoria y futuro”, premiada nos festivais de cinema de Cartagena, Huelva, Prêmio Fiperesci Festival de Cinema de Berlim (Alemanha) e em 1986 no México.[10]
- 1987 - Nacer de Nuevo é premiado no Festival de Leipzig.
- 1988 -  Nacer de Nuevo é premiado em Cartagena, na Colômbia e Oberhausen.
- 1989 - Amor mujeres y flores foi premiada em D´Aurillac (França)
- 1990 - Amor mujeres y flores foi premiada em San Francisco (Estados Unidos); Mannheim e Friburgo (Alemanha) e Bogotá (Colômbia).[3]
- 2008 - Premio do Fondo de Desarrollo Cinematográfico (FDC).[3]
- 2008 - Prêmio Nacional Toda una vida dedicada al Cine - Mincultura

## Retrospectivas
Pela importância da totalidade de suas obras, do valor antropológico de político de seus documentários, Marta Rodriguez foi homenageada em vários festivais do mundo e algumas retrospectivas de suas obras foram realizadas.
- 100% Colombia Documental, em Paris.
- 2005: França em 2005. (verificar festival)
- Imago en Barcelona
- 2007: España
- 2007: convidada de honra no 50-DOK Leipzig.